# Caminhão basculante

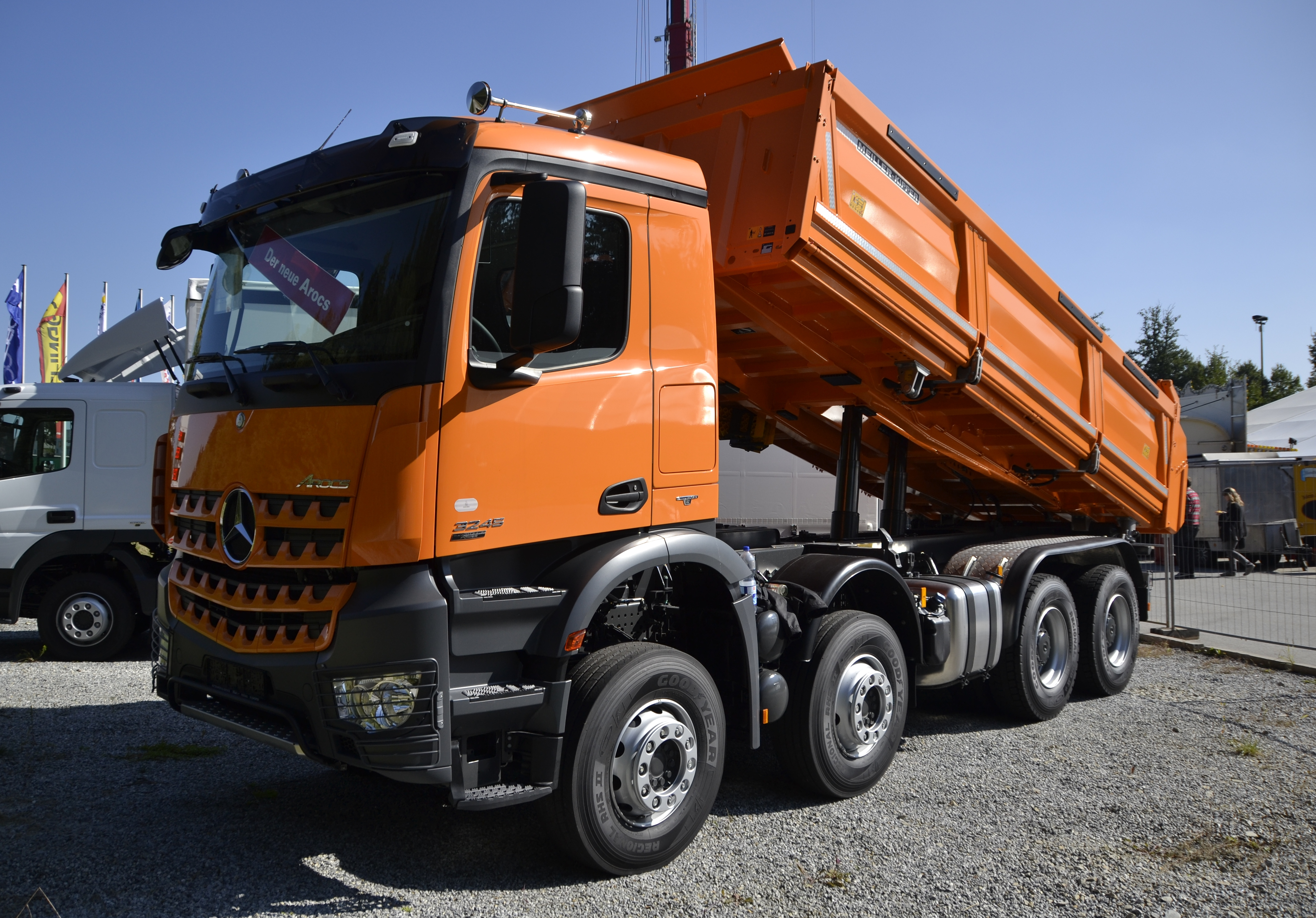
Um caminhão basculante Mercedes-Benz Arocs.

Um caminhão basculante (português brasileiro) ou camião basculante (português europeu), também chamado de caminhão-caçamba ou simplesmente caçamba, é um tipo específico de caminhão equipado com uma caçamba articulada na parte traseira. 

## Histórico

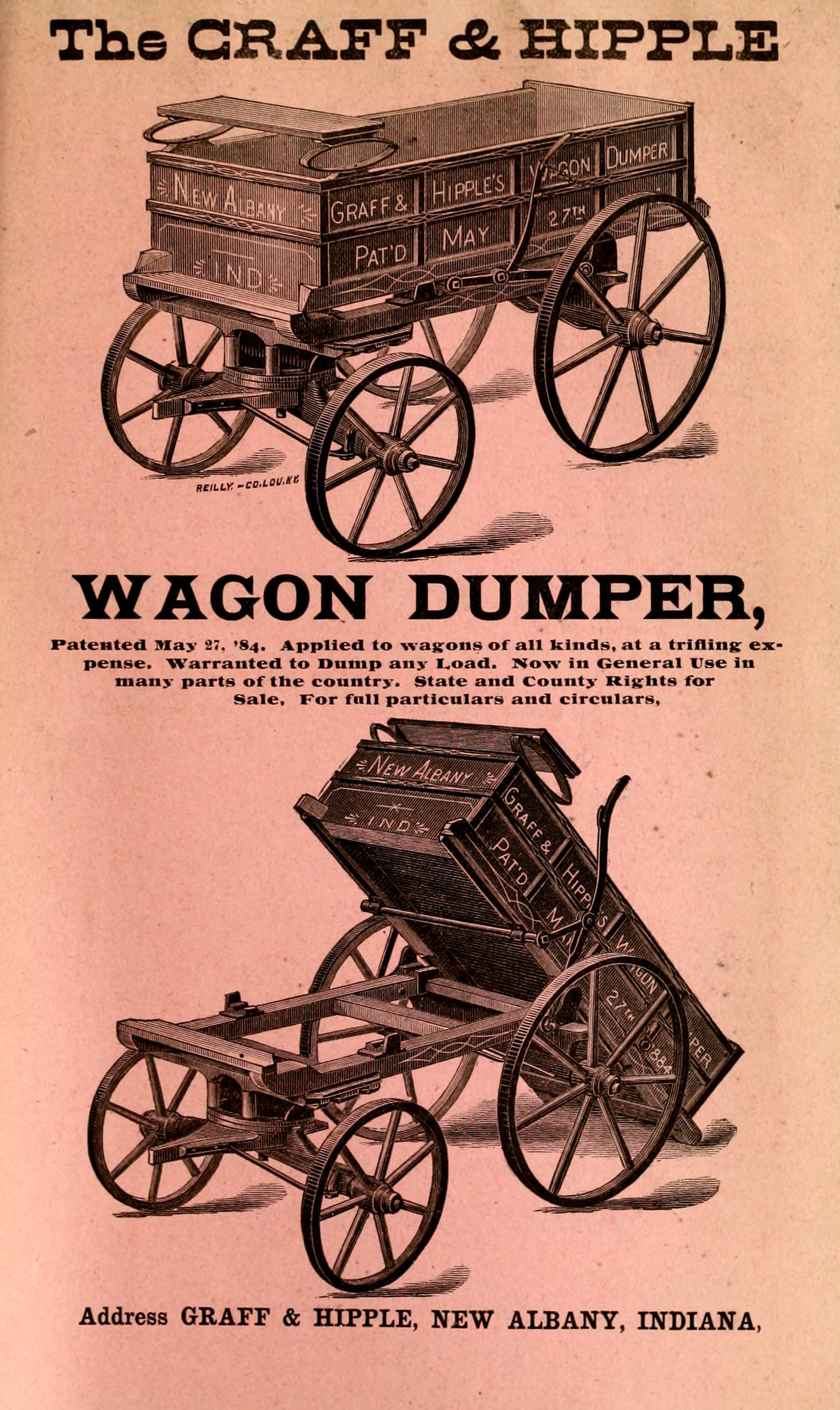
Metalúrgica The Graff & Hipple Wagon Dumper, mostrando, em 1884, um mecanismo inicial basculante baseado em alavancas.

Ao que se sabe, o caminhão basculante foi concebido nas fazendas europeias no final do século XIX. A Thornycroft desenvolveu um caminhão de lixo em 1896 com um mecanismo basculante.
Os primeiros caminhões basculantes motorizados foram desenvolvidos, por volta de 1910, na América do norte, por pequenas empresas de equipamentos como The Fruehauf Trailer Corporation, Galion Buggy Co. e Lauth-Juergens. Já os primeiros basculantes hidráulicos foram introduzidos pela Wood Hoist Co. um pouco depois. Essas empresas ganharam muito dinheiro com tais equipamentos durante a Primeira Guerra Mundial, devido à enorme demanda do conflito. O industrial August Fruehauf obteve contratos militares para seu semi-reboque, inventado em 1914, mais tarde o melhorando para torna-se um semi-caminhão para uso na Primeira Guerra Mundial. Após a guerra, Fruehauf introduziu a hidráulica em seus reboques. Eles ofereciam portões hidráulicos de elevação, guinchos hidráulicos e um reboque basculante. A metalúrgica Fruehauf se tornou o principal fornecedor de reboques basculantes, com seus equipamentos considerados os melhores transportadores pesados para empresas de construção de estradas e mineração.
Empresas como a Galion Buggy Co. e a canadense Mawhinney continuaram a crescer após a guerra, fabricando uma série de caçambas expressas e algumas caçambas menores de despejo que podiam ser facilmente instalados no chassi Modelo T convertido (suspensão pesada e sistema de tração). Tanto a Galion como a Wood Mfg. Co. construíam todas as caçambas requisitadas pela Ford em seus pesados chassis AA e BB durante a década de 1930. A Galion (atualmente Galion Godwin Truck Body Co.) é a mais antiga fabricante conhecida de caçambas de caminhões ainda em operação.

## Tipos
Hoje, praticamente todos os caminhões basculantes operam por hidráulica, com uma variedade de configurações, cada uma projetada para realizar uma tarefa específica nas cadeias de limpeza, suprimentos e de materiais de construção. Os principais tipos são:
- Caminhão de lixo padrão
- Caminhão basculante para semi-reboque
- Caminhão basculante de transferência
- Caminhão pup (ou filhote de cachorro)
- Caminhão basculante superdump (caçamba longa)
- Caminhão basculante para semi-reboque
- Caminhão basculante inferior e triplo para reboque
- Caminhão basculante lateral
- Caminhão basculante com limpa-neve
- Caminhão basculante roll-off (ou de esteira)
- Caminhão basculante fora de estrada (super caminhão de mineração)
- Caminhão basculante articulado